# Pommiers
Pommiers é uma comuna francesa na região administrativa do Centro, no departamento Indre. Estende-se por uma área de 12,13 km². Em 2010 a comuna tinha 223 habitantes (densidade: 18,4 hab./km²).